# Фридрих I (маркграф Бадена)
Фридрих I Баденский (нем. Friedrich I; 1249, Алланд, Нижняя Австрия — 29 октября 1268, Неаполь) — маркграф Бадена с 1250 года, герцог Австрии и Штирии в 1250—1251 годах, из династии Церингенов.

## Биография
Фридрих I был сыном маркграфа Бадена Германа VI, и Гертруды Бабенберг, герцогини Австрии и Штирии и племянницы последнего австрийского герцога из династии Бабенбергов Фридриха II. Родившись незадолго до смерти своего отца, он воспитывался в Баварии вместе с Конрадином, сыном императора Священной Римской империи Конрада IV.
В 1250 году скончался император Фридрих II, и в Германии на несколько десятилетий воцарилась анархия. Этим воспользовались соседние с Австрией государства — Бавария, Чехия и Венгрия, которые попытались захватить герцогство. Годовалый Фридрих Баденский практически не имел опоры. В 1251 году австрийское дворянство выступило в поддержку чешского принца Пржемысла Оттокара, который занял Вену и был провозглашён герцогом Австрии и Штирии. В следующем году он женился на Маргарите Бабенберг, сестре последнего герцога из рода Бабенбергов. Опираясь на мощную чешскую армию и поддержку австрийской аристократии, Пржемысл Оттокар сверг власть Фридриха Баденского.
Фридрих Баденский какое-то время жил при дворе своего родственника, герцога Каринтии Ульриха III, а позднее вернулся в Баварию, где примкнул к армии Конрадина, направившейся в 1267 году в Италию отвоёвывать Сицилийское королевство. Это вторжение, однако, закончилось провалом.
8 сентября 1268 года Фридрих Баденский был пленён и передан в руки Карла Анжуйского. 29 октября в Неаполе Фридриху отрубили голову.
Фридрих Баденский не был женат и детей не имел. Маркграфство Баденское после его смерти окончательно перешло к его дяде, Рудольфу I.